# پل وایتهاوس
پل وایتهاوس (انگلیسی: Paul Whitehouse؛ زادهٔ ۱۷ مهٔ ۱۹۵۸) یک کمدین، و هنرپیشه اهل ایالات متحده آمریکا است. وی از سال ۱۹۸۷ میلادی تاکنون مشغول فعالیت بوده‌است.
از فیلم‌ها یا برنامه‌های تلویزیونی که وی در آن نقش داشته است می‌توان به هری پاتر و زندانی آزکابان، عروس مرده، آلیس در سرزمین عجایب، برک و هیر، مورتدکای اشاره کرد.